# IBATIS
iBATIS è un framework open source che si occupa della fase di interfacciamento allo strato DBMS. La caratteristica fondamentale dello strumento consiste nella possibilità di scrivere il codice di accesso alla banca dati su dei file esterni all'applicazione.
L'introduzione di tale framework garantisce che una qualsiasi modifica al DBMS in uso non comporti la modifica delle classi dell'applicazione, ma solamente l'adeguamento dello specifico file di configurazione, salvaguardando così la logica applicativa introdotta nel Sistema.
La possibilità di esternalizzare la fase di accesso ai dati dalla logica applicativa del sistema rende quest'ultimo estremamente flessibile al recepimento di eventuali richieste di  cambiamento della struttura dati e/o dell'intero software DBMS di riferimento.